# Comuna de Prochowice
Prochowice (polaco: Gmina Prochowice) é uma gminy (comuna) na Polónia, na voivodia de Baixa Silésia e no condado de Legnicki. A sede do condado é a cidade de Prochowice.
De acordo com os censos de 2004, a comuna tem 7516 habitantes, com uma densidade 73,2 hab/km².

## Área
Estende-se por uma área de 102,62 km², incluindo:
- área agricola: 56%
- área florestal: 32%

## Demografia
Dados de 30 de Junho 2004:
|                      | Total   | Total | Mulheres | Mulheres | Homens  | Homens |
| -------------------- | ------- | ----- | -------- | -------- | ------- | ------ |
|                      | pessoas | %     | pessoas  | %        | pessoas | %      |
| População            | 7516    | 100   | 3783     | 50,3     | 3733    | 49,7   |
| Densidade (pop./km²) | 73,2    | 100   | 36,9     | 36,9     | 36,4    | 36,4   |

De acordo com dados de 2002, o rendimento médio per capita ascendia a 1529,38 zł.

## Subdivisões
- Cichobórz, Dąbie, Golanka Dolna, Gromadzyń, Kawice, Kwiatkowice, Lisowice, Mierzowice, Motyczyn, Rogów Legnicki, Szczedrzykowice, Szczedrzykowice-Stacja.

## Comunas vizinhas
- Kunice, Lubin, Malczyce, Ruja, Ścinawa, Wołów